# A Hoosier Romance
A Hoosier Romance er en amerikansk stumfilm fra 1918 af Colin Campbell.

## Medvirkende
- Colleen Moore som Patience Thompson
- Thomas Jefferson som Jeff Thompson
- Harry McCoy som John
- Edward Jobson
- Eugenie Besserer